# Mathias Fredriksson
Pour les articles homonymes, voir Fredriksson.
Mathias Fredriksson, né le 11 février 1973 à Uddevalla, est un skieur de fond suédois. Il est le frère de Thobias Fredriksson. 

## Carrière
Lors de sa carrière junior, il remporte deux médailles aux mondiaux de la catégorie dont un titre au dix kilomètres classique en 1993.
Il débute en Coupe du monde en novembre 1993. Il obtient son premier podium en mars 1997 au sprint libre de Sunne puis sa première victoire à Milan dans un sprint libre en décembre 1998. Il obtient ensuite d'autres succès mais seulement dans des courses de distance, renouant avec la victoire lors de l'hiver 2002-2003 à Davos. Cette saison, il obtient un total de sept podiums pour quatre victoires et s'adjuge le classement général de la Coupe du monde. Il termine deuxième de l'édition suivante de la Coupe du monde.
Il est médaillé de bronze en relais aux Jeux olympiques d'hiver de 2006.
Aux Championnats du monde, il monte sur quatre podiums dont un en individuel, une médaille d'argent obtenue sur le 15 km classique en 2001.
Après la saison 2007-2008, il se consacre essentiellement aux épreuves marathon de la Worldloppet. Il prend sa retraite sportive en 2012.

## Palmarès

### Jeux olympiques
- Médaille de bronze sur relais 4 × 10 km, aux Jeux olympiques d'hiver de 2006 à Turin.
- Son meilleur résultat individuel est une 10e place sur le 50 km libre en 2006.

### Championnats du monde
- Championnats du monde de ski nordique 2001 à Lahti  Finlande:
  -  Médaille d'argent sur 15 km classique.
  -  Médaille d'argent sur relais 4 × 10 km.
- Championnats du monde de ski nordique 2003 à Val di Fiemme  Italie:
  -  Médaille de bronze sur relais 4 × 10 km.
- Championnats du monde de ski nordique 2007 à Sapporo  Japon:
  -  Médaille de bronze en relais.

### Coupe du monde
- Vainqueur du classement général de la Coupe du monde 2003.
- 15 podiums individuels dont 9 victoires.
- 6 podiums en relais dont 2 victoires.

 palmarès au 3 mars 2007

#### Différents classements en Coupe du monde
| Saison / Épreuve | Saison / Épreuve | Général | Général | Distance | Distance | Sprint | Sprint | Tour de ski depuis 2007          | Finales depuis 2008              |
| ---------------- | ---------------- | ------- | ------- | -------- | -------- | ------ | ------ | -------------------------------- | -------------------------------- |
| Saison / Épreuve | Saison / Épreuve | Class.  | Points  | Class.   | Points   | Class. | Points | Tour de ski depuis 2007          | Finales depuis 2008              |
| 1994             | 1994             | 55e     | 25      | -        | -        | -      | -      | Épreuve inexistante à cette date | Épreuve inexistante à cette date |
| 1995             | 1995             | 21e     | 136     | -        | -        | -      | -      | Épreuve inexistante à cette date | Épreuve inexistante à cette date |
| 1996             | 1996             | 38e     | 75      | -        | -        | -      | -      | Épreuve inexistante à cette date | Épreuve inexistante à cette date |
| 1997             | 1997             | 11e     | 278     | -        | -        | -      | -      | Épreuve inexistante à cette date | Épreuve inexistante à cette date |
| 1998             | 1998             | 10e     | 268     | -        | -        | 14e    | 100    | Épreuve inexistante à cette date | Épreuve inexistante à cette date |

#### Détail des victoires
- Saison 1998-1999 :
  - Sprint libre de Milan.
- Saison 2002-2003 :
  - 15 km libre de Davos.
  - 15 km classique avec départ en ligne d'Oberhof.
  - 15 km libre de Lahti.
  - Poursuite 2 x 10 km de Falun.
- Saison 2003-2004 :
  - 30 km libre avec départ en ligne de Dobbiaco.
  - Poursuite 2 x 15 km de Ramsau.
  - 15 km de Umeå.
- Saison 2005-2006 :
  - Poursuite 2 x 15 km de Sapporo.

### Championnats de Suède
Il a remporté douze titres individuels dont six sur trente kilomètres.